# Nebojša Nikčević
Nebojša Nikčević (* 20. Februar 1965) ist ein montenegrinischer  Schachspieler.
Er spielte für Montenegro bei der Schacholympiade 2014. Außerdem nahm er an der Europa-Mannschaftsmeisterschaft im Schach 2013 teil.
In Schweden spielte er für den Farsta SK (2013/14 und 2015/16).
| Die zur Anzeige dieser Grafik verwendete Erweiterung wurde dauerhaft deaktiviert. Wir arbeiten aktuell daran, diese und weitere betroffene Grafiken auf ein neues Format umzustellen. (Mehr dazu) |